# Ариети, Сильвано
Сильвано Ариети (Пиза, Италия, 28 июля 1914 — Нью-Йорк, 7 августа 1981) — американский психиатр, оказавший большое влияние на восприятие шизофрении в западных медицинских кругах в середине XX века. Практиковал психотерапию при шизофрении, известен как автор книги «Интерпретация шизофрении», удостоившейся Национальной Книжной Награды США в 1975 году.
Сильвано Ариети родился в Пизе; его отец и дед были врачами. В 1932 завершил учёбу в пизанском Лицее Галилео, в 1938 году окончил Университет Пизы. Усиление фашистского режима Муссолини вынудило Сильвано, этнического еврея, переселиться в США. Здесь Ариети стал профессором Медицинской школы Нью-Йорка, обучал психоанализу в Институте Уильяма Алансона Уайта. Семитомник «Американское руководство по психиатрии» вышел в свет под редакцией Ариети.
Ариети отводил большую роль в генезе психических расстройств психическим травмам, в противовес набравшей популярность в конце XX века модели психических заболеваний, рассматривающей их как проявления генетических дефектов и нейропатологий. Также Ариети много писал о процессах креативности.
Опубликовал художественную книгу автобиографического характера «The Parnas: A Scene from the Holocaust» (1979) о судьбе главы пизанской еврейской общины Джузеппе Пардо (итал. Giuseppe Pardo Roques), публично замученном нацистами 1 августа 1944 года.